# Sutton Peak (Antarktika)
Der Parrish Peak ist ein 1410 m hoher Berg im Ellsworthgebirge des westantarktischen Ellsworthlands. In den Enterprise Hills der Heritage Range ragt er aus einem Bergrücken auf, der den Henderson-Gletscher im Norden vom Ahrnsbrak-Gletscher im Süden trennt.
Der United States Geological Survey kartierte ihn anhand eigener Vermessungen und Luftaufnahmen der United States Navy aus den Jahren von 1961 bis 1966. Das Advisory Committee on Antarctic Names benannte ihn 1966 nach Walter C. Sutton, der 1957 als Meteorologe auf der Forschungsstation Little America V tätig war.